# Pulidor (arqueología)

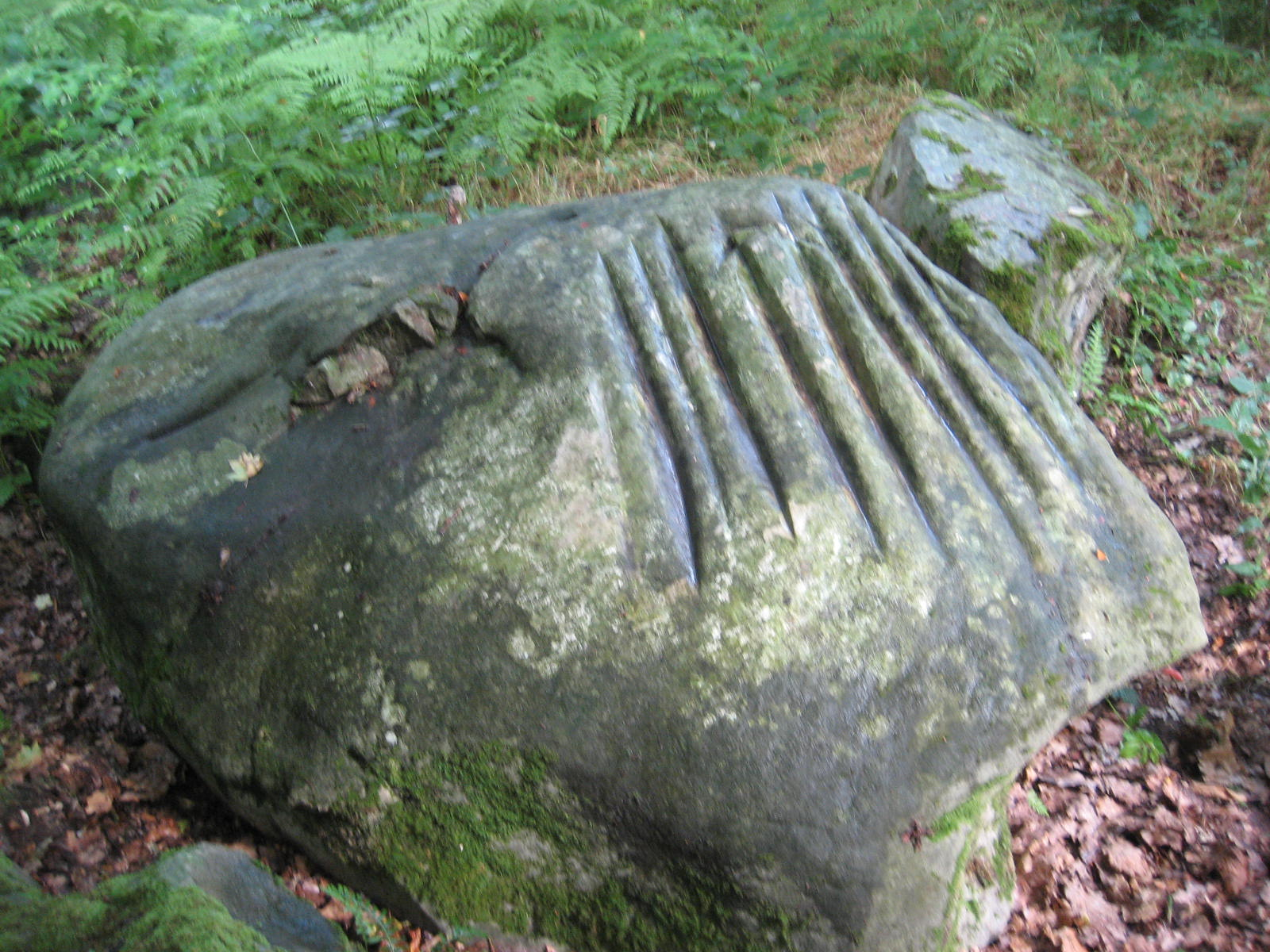
Pulidor del Château d'eau en Faÿ-lès-Nemours

En arqueología, un pulidor (en francés: polissoir) es un bloque de roca dura (arenisca, cuarcita, granito, sílex) que servía, en el Neolítico, para pulir las hachas de piedra (sílex y otras rocas duras). Por convención, los pulidores se clasifican como megalitos, aunque no tienen ninguna de sus características. 
De los encontrados en Francia, los de Aube datan de ca. 2500 a 2000 a. C.. Los pueblos que construyeron los dólmenes, erigieron los menhires e hicieron los pulidores, formaron una cultura arqueológica conocida como Seine-Oise-Marne. El departamento de Aube tenía más de 130 monumentos de ese período, incluidos 49 pulidores antes de 1927. Hoy solo hay 34 monumentos, con 16 pulidores. Muchas piedras fueron convertidas en áridos para las carreteras o en bloques de construcción para viviendas.
Hay más pulidores, llamados en general surcos (en inglés: groove; en sueco: sliprännor, slipskåror) tallados en la roca en muchos lugares de Europa, y algunos de ellos aparecen en la isla de Gotland en el mar Báltico. En Suecia, también hay surcos en el noroeste de Scania y Halland. En Gantofta, ubicado a 14 km al sur de Helsingborg, una cara de roca arenisca está grabada con miles de surcos. La tradición local dice que fueron hechos como piedras de afilar. Se han descubierto 3.600 surcos en Gotland, de los cuales 700 están en afloramientos de piedra caliza, mientras que el resto están en cerca de 800 cantos rodados y losas. Los surcos son de 50-100 cm de largo, de unos 10 cm de profundidad y unos 10 cm de ancho.

Surcos en Escandinavia
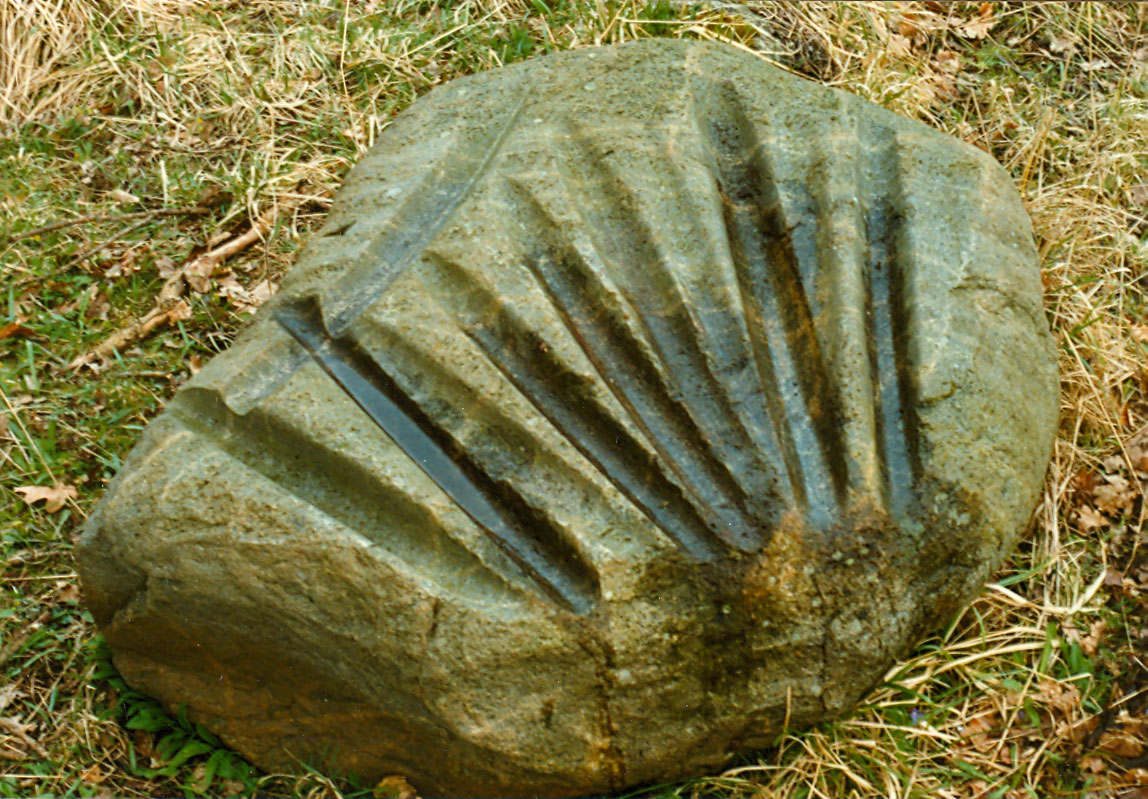
Surcos en un patrón en abanico y con uno trasnversal (Gotland)
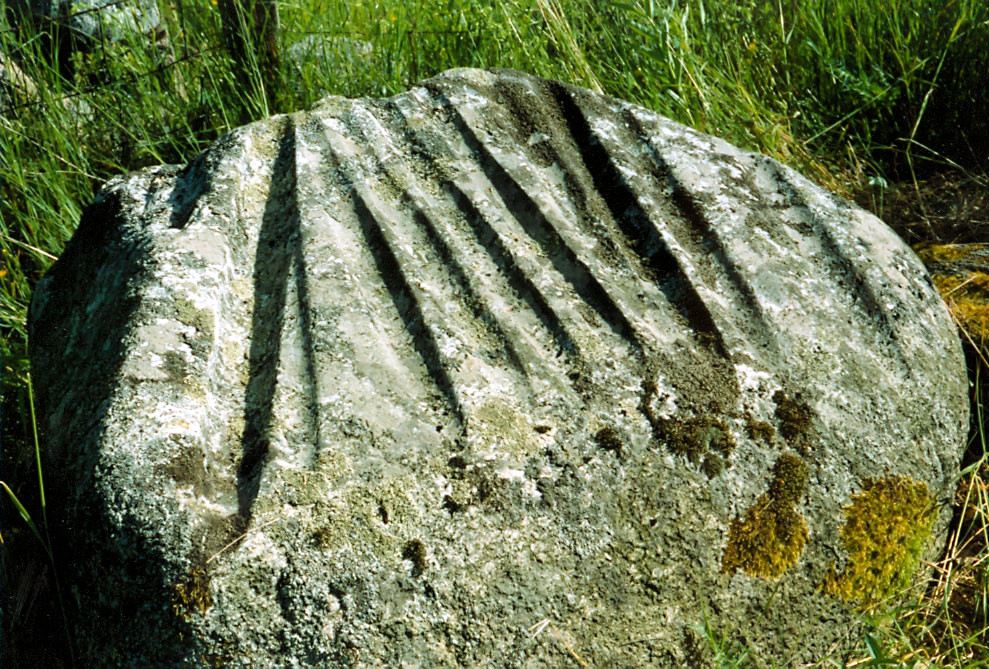
Surcos, el de la izquierda al final de otro (Gotland)
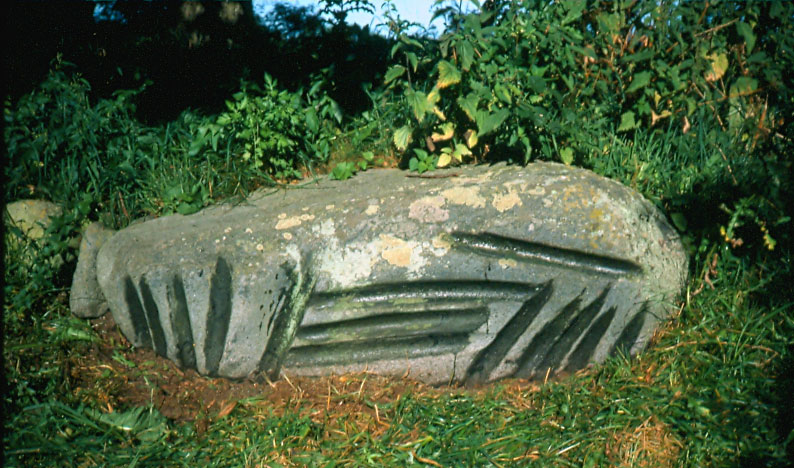
Una piedra con surcos que ha sido puesta en el borde de una tumba prehistórica. Los surcos están en el lado de la piedra (Gotland)
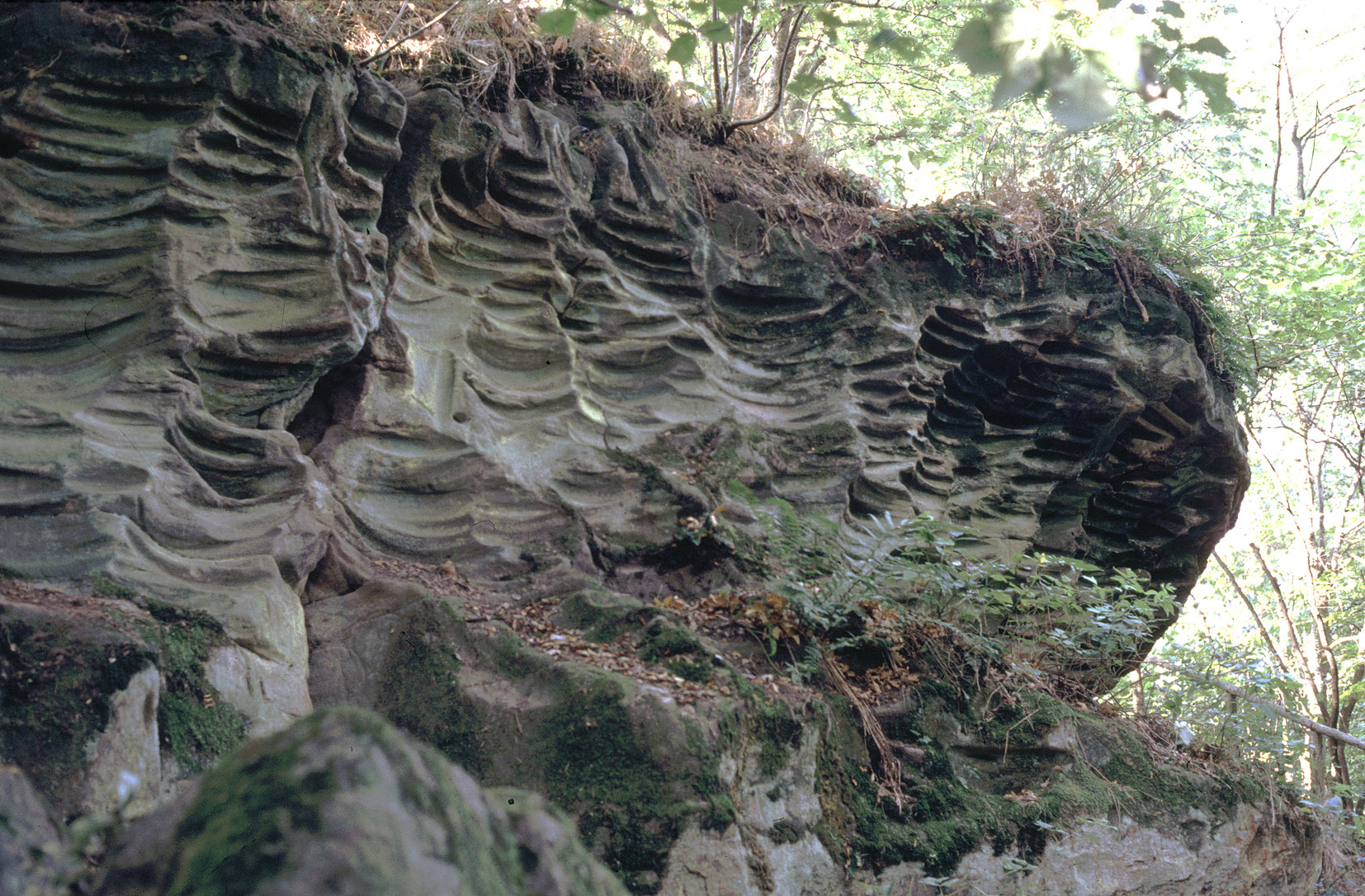
Surcos en Gantofta (Scania)
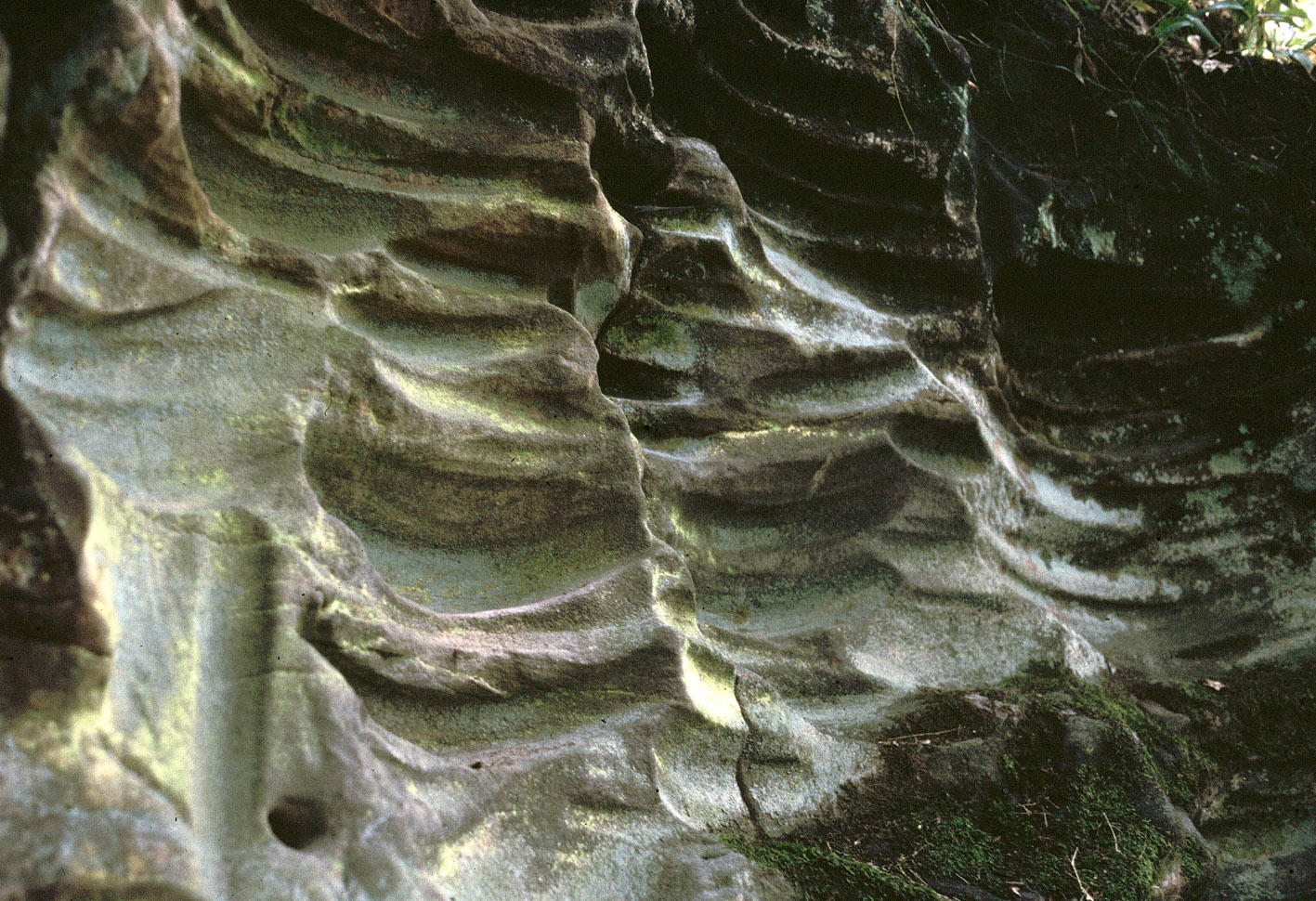
Detalle de los surcos en Gantofta

También se han encontrado surcos en Tavastia en Finlandia y en Luxemburgo, así como en Fyfield Down en Inglaterra. También se han encontrado surcos neolíticos en Tamil Nadu, India.

## Función de un pulidor
Los pulidores generalmente comprenden uno o más surcos con una sección en «V» o en «U» y uno o más cuencos. Las ranuras, a menudo paralelas, observadas en la superficie de los pulidores corresponden al pulido de los bordes de la herramienta. Los cuencos, que a menudo son ovalados, son el resultado del afilado de los bordes de corte o de los cuencos de molienda.

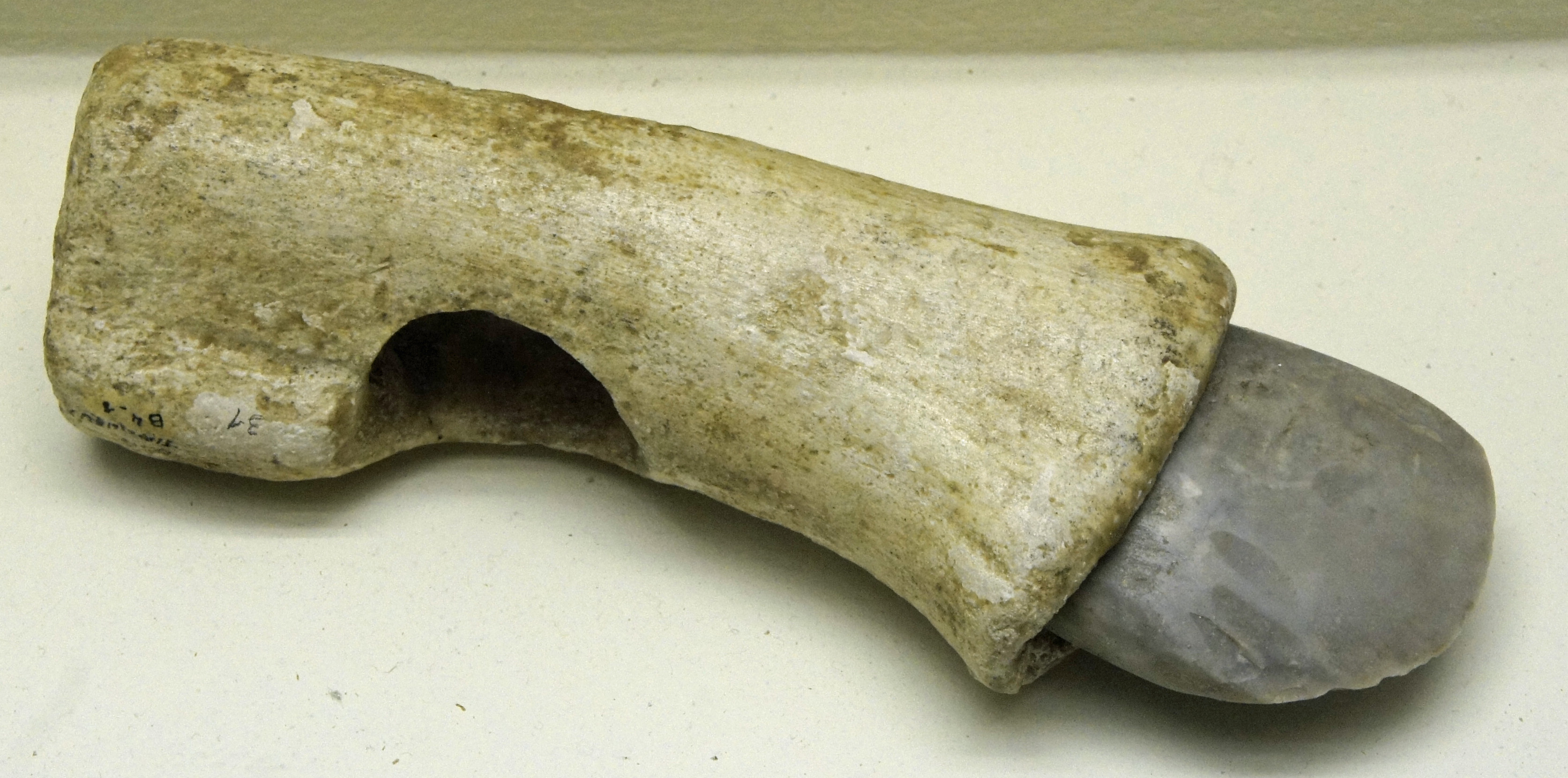
Hacha de sílex con mango de asta de ciervo (Hipogeo del l'Homme-mort en Tinqueux).

Durante el Neolítico, la herramienta principal era el hacha tallada: herramienta universal, que permitía realizar los desbroces necesarios para el cultivo. El hacha de piedra pulida se ajustaba luego en un mango de asta de cérvido.
El pulido estaba destinado a hacer que los bordes de corte o filos fuesen más fuertes y más eficientes. Antes de esta operación, el objeto a pulir se tallaba primero y se abujardaba. La pieza en bruto se sometía luego a la acción de abrasión sobre un bloque de piedra humedecida, a veces asociada con arena, para pulir las aristas, alisando y afilando el borde de corte. El pulido de una pieza era una tarea dura, ya que era necesario ejercer una presión de varias decenas de kilogramos, durante varias horas, para obtener un resultado válido y eficaz.
Las dimensiones de los pulidores son variables: los más imponentes pesan varias toneladas y están a menudo fijos (la roca permanece en su lugar) pero los más pequeños son transportables. Frecuentemente son de arenisca, aunque también son de cuarcita, granito e incluso de pedernal.
Los pulidores a menudo se encuentran agrupados y, a veces, cerca de otros indicadores que sugieren un hábitat o al menos una ocupación de esos lugares (herramientas en sílex, muela durmiente). El predominio de estas franjas pulidas de todas las formas, a veces muy discretas, a veces sobre un gran número de bloques, indica claramente que no había ninguna intención de crear pulidores y que son solo las huellas resultantes de la actividad del pulido de las herramientas.

## Descubrimientos arqueológicos
La frecuencia de aparición de los pulidores está relacionada con la disponibilidad de rocas para la fabricación de las hachas y con las de los propios bloques para formar los pulidores. De hecho, los pulidores son comunes en la cuenca de París y en general en toda la zona de extensión de la cultura Sena-Oise-Marne: múltiples ejemplares se han encontrado en los departamentos de Aube, Yonne, Seine-et-Marne, Essonne, Loiret y Eure-et-Loir.

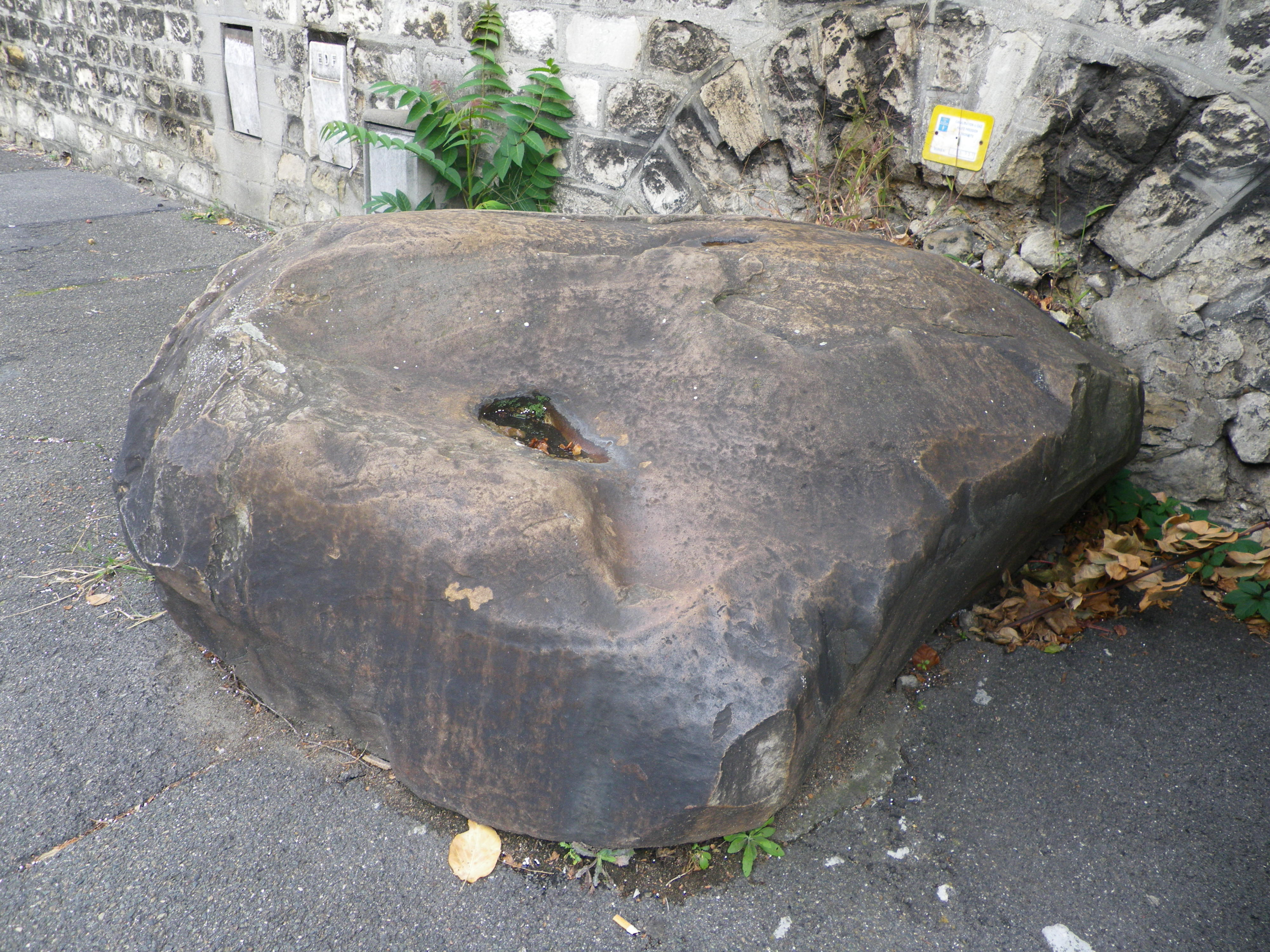
Pulidor de Malakoff
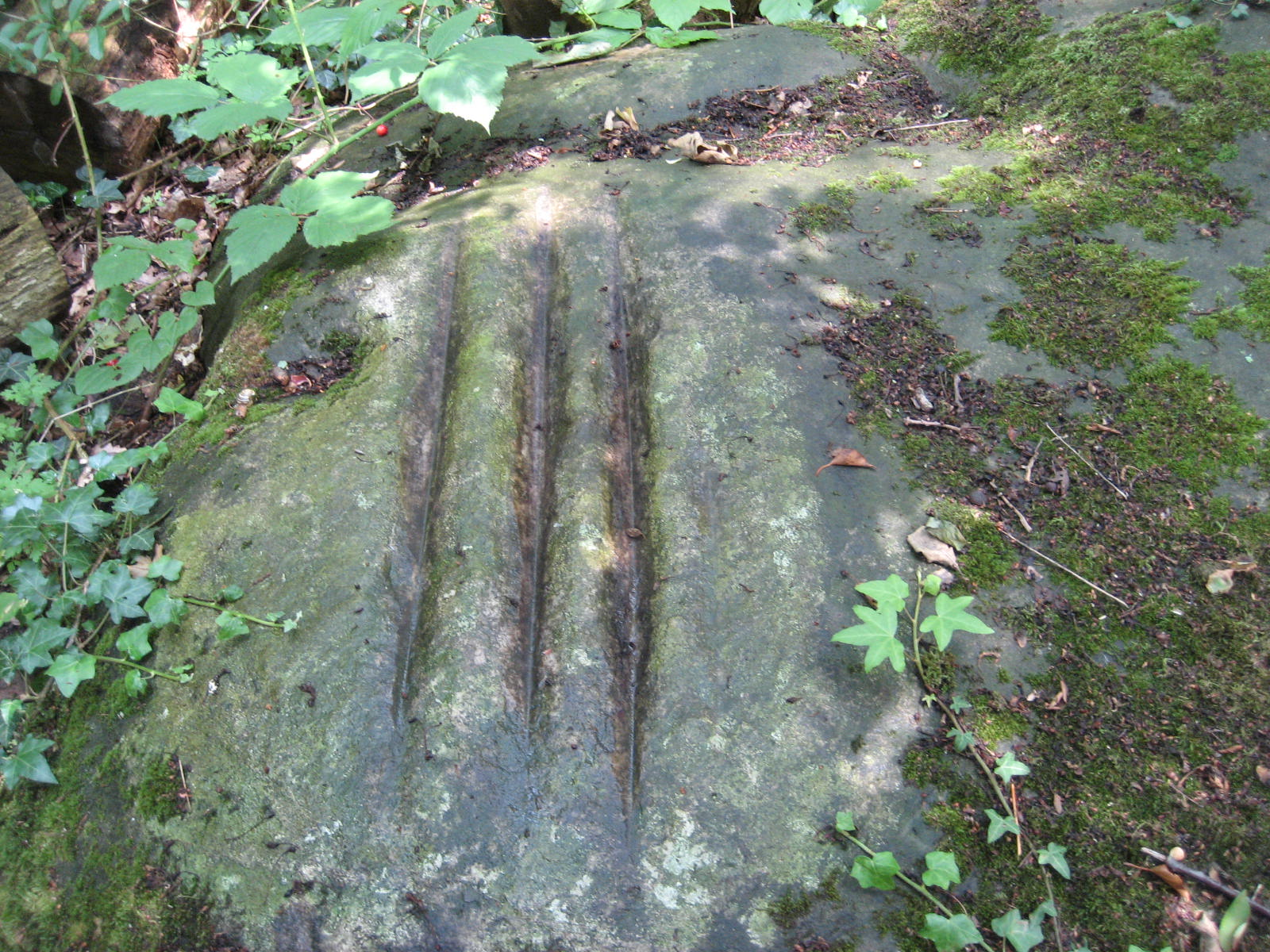
Pulidor del Clos des Raves, Faÿ
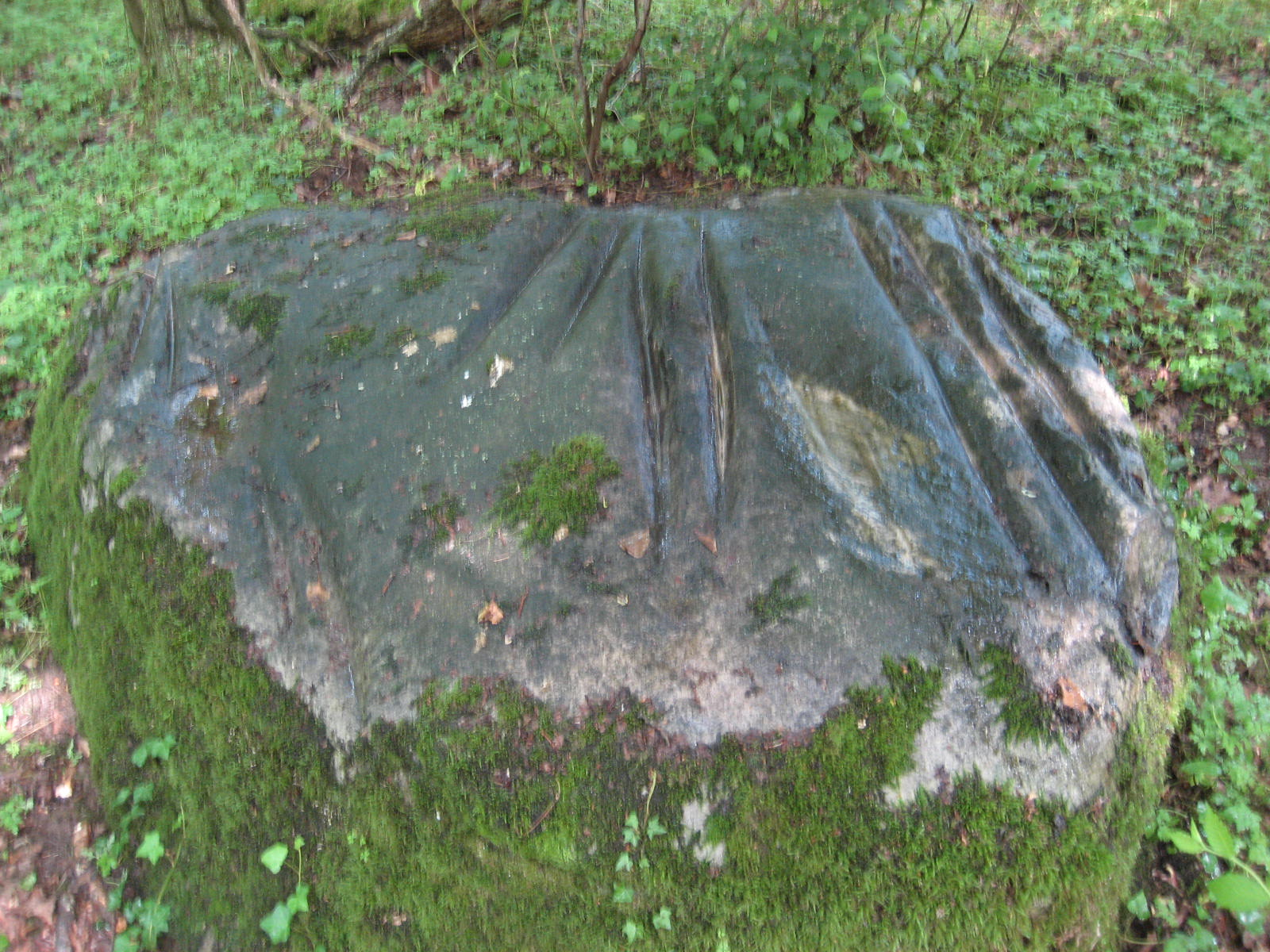
Pulidor de Aufferville

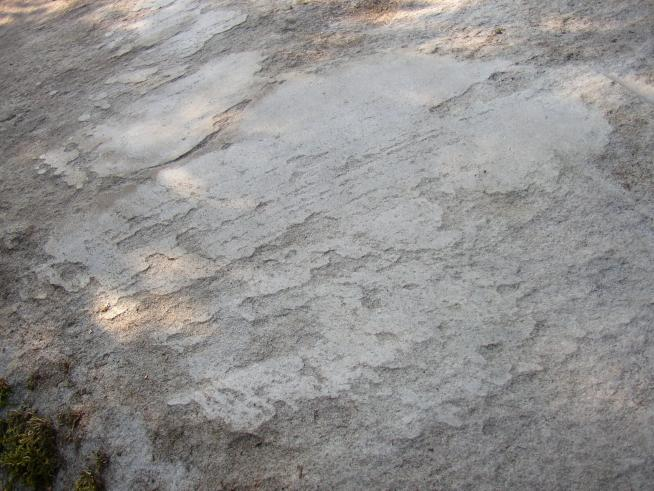
Detalle del pulidor de la Pierre Percée, Faÿ
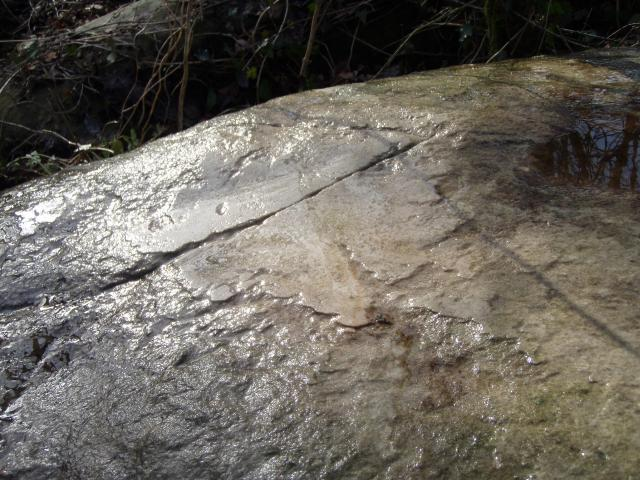
Pulidor de los 48 Arpents, Faÿ
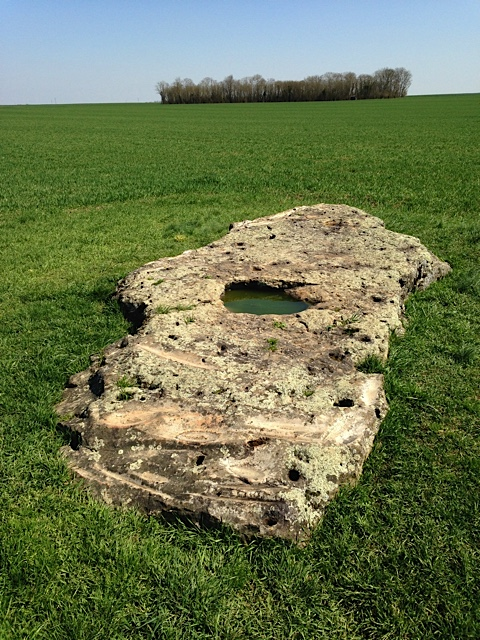
Pulidor de la Pinte de Saint-Martin, Corancez

También se han localizado y reconocido varios centenares de pulidores de arenisca stampianas o sparnacianas (divisiones estratigráficas) en el límite sur del macizo de Fontainebleau en la región de Nemours, y en los valles del Orvanne y del Lunain. La prospección en la región de Nemours ha mostrado que una gran mayoría de las trazas de pulido se presentan en forma de franjas pulidas (sin ranuras ni depresiones), aunque los alargamientos vagos y los micro-arañazos sugieren a menudo un movimiento longitudinal dominante. Sin embargo, los cuencos y los bloques acanalados convencionales también están presentes en gran número. Las dimensiones de estas franjas pulidas varían desde un centímetro a más de un metro.